# Allerheiligen bei Wildon
Allerheiligen bei Wildon – gmina w Austrii, w kraju związkowym Styria, w powiecie Leibnitz. Liczy 1400 mieszkańców (1 stycznia 2015).